# Storia dell'eSwatini
La storia dell'eSwatini coincide con la storia degli Swazi, l'etnia che giunse nella regione nel XVI secolo, ed è strettamente legata a quella del Sudafrica.

## Epoca precoloniale
Secondo la tradizione, il popolo Swazi migrò in Mozambico dal nord nel XVI secolo. In seguito a una serie di scontri con la popolazione della zona dell'odierna Maputo, gli Swazi si trasferirono nello Zululand intorno al 1750. Pressioni da parte del popolo zulu costrinsero quindi gli Swazi a ritirarsi ulteriormente verso nord, andando a occupare l'odierno Swaziland intorno nel XIX secolo. La posizione geografica favorevole, ben difesa dai monti, consentì agli Swazi di consolidare la propria presenza in questa zona. Sotto la guida del re Mswati II (a cui gli Swazi devono il loro nome) consolidarono i confini meridionali con gli Zulu.

## Amministrazione britannica
Fu re Mswati a prendere contatto con gli inglesi del Sudafrica, chiedendo protezione dalle incursioni zulu nello Swaziland. In seguito a questi contatti, i primi bianchi iniziarono a insediarsi nel regno. Dopo la morte di Mswati, lo Swaziland si trovò in una posizione di crescente sudditanza nei confronti del Sudafrica, che iniziò ad amministrare la regione nel 1894. Nel 1902 il controllo dello Swaziland passò agli Inglesi. Questi riconobbero però l'autorità del re dello Swaziland sulle questioni interne al paese.
Inizialmente, l'intenzione degli Inglesi era quella di far confluire lo Swaziland nel Sudafrica. Dopo la seconda guerra mondiale, tuttavia, l'avvento della politica di segregazione razziale in Sudafrica convinse il Regno Unito a optare per l'indipendenza dello Swaziland. L'attività politica nel paese entrò in una fase di grande fermento, con la formazione di numerosi partiti politici, molti dei quali indipendentisti. Anche il re Sobhuza II formò un proprio partito, l'Imbokodvo National Movement (INM).
Il governo coloniale britannico decise per una prima tornata di elezioni legislative nel 1964. Alle elezioni concorsero l'INM e altri quattro partiti. L'INM conquistò tutti e 24 i seggi.

## Indipendenza
Avendo rafforzato la propria posizione, l'INM si fece portavoce di molte richieste dei partiti più radicali, e in particolare prese una posizione fortemente indipendentista. Nel 1966, il governo britannico acconsentì a fare il primo passo in questo senso indicendo un comitato per la stesura della costituzione del paese. Il comitato stabilì che lo Swaziland sarebbe stato una monarchia costituzionale e che le elezioni parlamentari si sarebbero tenute nel 1967. L'indipendenza fu definitivamente siglata il 6 settembre 1968.

## La svolta autoritaria
Le prime elezioni dello Swaziland indipendente si tennero nel maggio del 1972, segnando nuovamente la netta vittoria dell'INM, che ottenne il 75% dei voti. Come secondo partito del paese emerse lo Ngwane National Liberatory Congress (NNLC), che con il 20% dei voti ottenne tre seggi in parlamento.
Il 12 aprile del 1973, re Sobhuza annullò la costituzione del 1968 e sciolse il parlamento, trasformando il paese in una monarchia assoluta. Furono proibite tutte le attività politiche e sindacali. Un nuovo parlamento fu formato nel 1979; i membri furono in parte scelti attraverso elezioni indirette e in parte per nomina da parte del re.
Sobhuza II morì nell'agosto del 1982, e gli succedette la regina reggente Dzeliwe. Nel 1984, dispute interne portarono alla sostituzione del primo ministro e alla detronizzazione di Dzeliwe, sostituita dalla regina reggente Ntfombi. In questo periodo, il potere era concentrato in una istituzione tradizionale swazi chiamata Liqoqo, che formalmente era un comitato di consiglieri del monarca. Ntfombi sciolse il Liqoqo nell'ottobre del 1985. Il 25 aprile 1986, suo figlio ascese al trono con il nome di Mswati III. Mswati organizzò la formazione di un nuovo parlamento e di un nuovo governo per il novembre del 1987.

## Storia recente
Alla fine degli anni ottanta, il partito politico clandestino People's United Democratic Movement (PUDM) iniziò a fare pressioni sul re per ottenere riforme democratiche nel paese. In risposta al crescente consenso raccolto dal PUDM, Mswati III iniziò un periodo di consultazioni con il primo ministro e altri esponenti politici, che portò a una serie di riforme politiche, che furono applicate nelle elezioni del 1993.